# بئاتا هوفمان
بِئاتا هوفمان (مجاری: Hoffmann Beáta؛ زادهٔ ۲۲ ژوئن ۱۹۶۷) بازیکن هندبال اهل مجارستان است.